# Procypris rabaudi
Procypris rabaudi és una espècie de peix cipriniforme de la família dels ciprínids.

## Morfologia
- Els mascles poden assolir 15,5 cm de longitud total.[5][6]

## Hàbitat
És un peix d'aigua dolça i de clima subtropical.

## Distribució geogràfica
Es troba a Àsia: riu Iang-Tsé (la Xina).